# Prey Nob (huyện)
Prey Nob là một trong bốn huyện thuộc Sihanoukville, một tỉnh đô thị của Campuchia. Theo thống kê năm 1998, dân số huyện là 75.142 người.